# Bugia (Algèria)

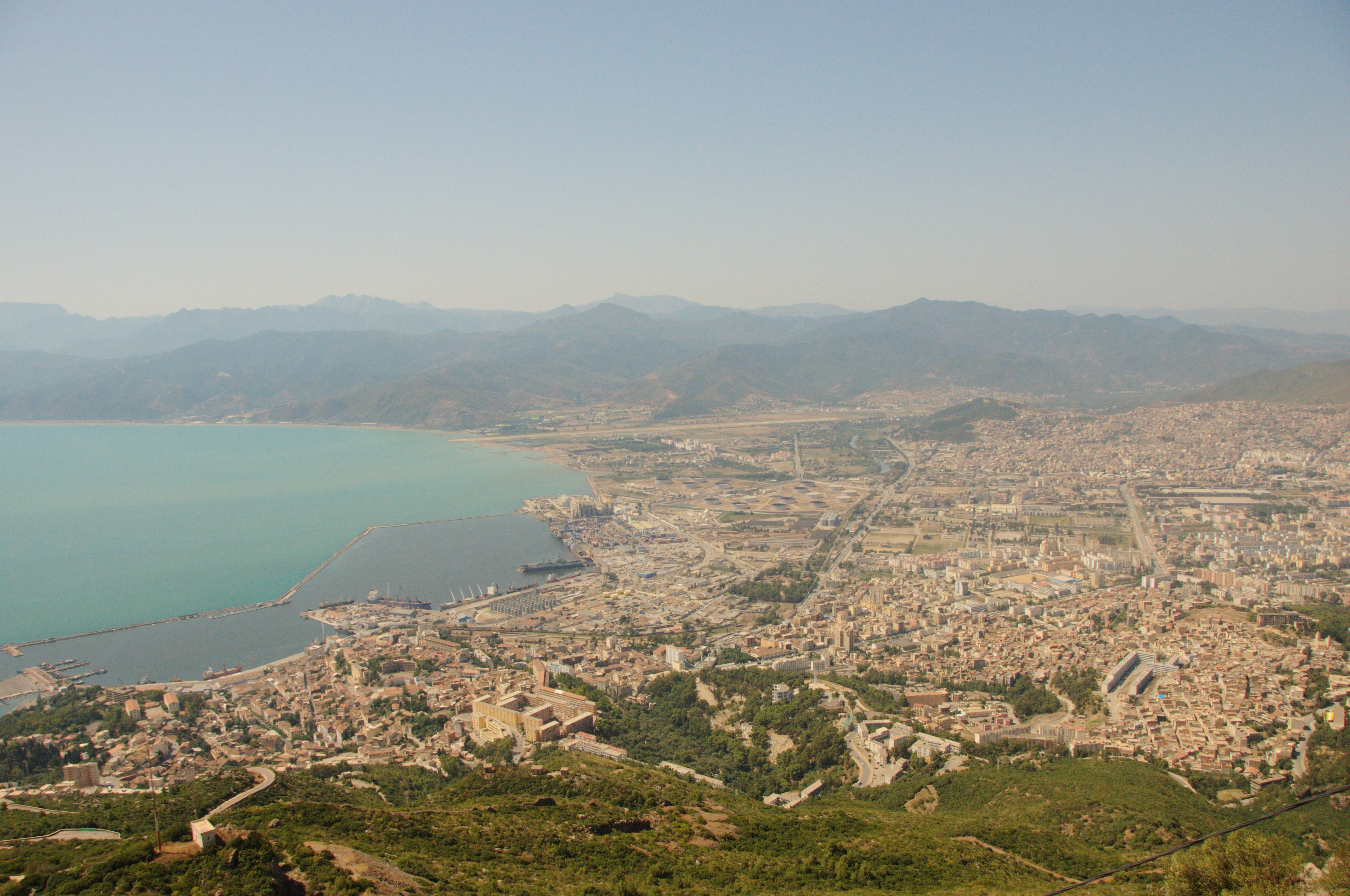
Vista general

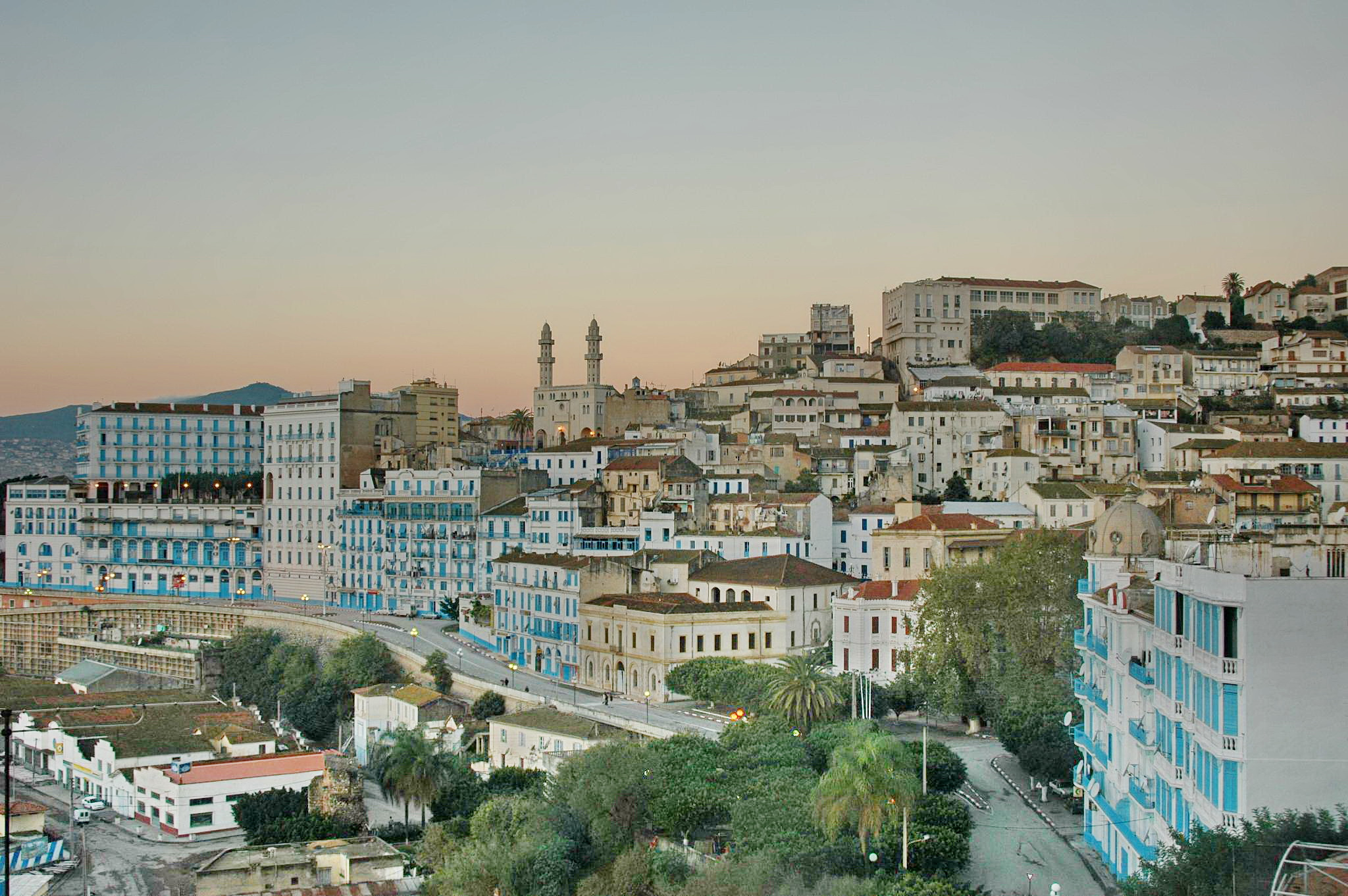
Vista del front marítim

Bugia (en català antic: Bogia; amazic: ⴱⴳⴰⵢⴻⵜ, Vgayet o Bgayet, pronunciat [β'gajəθ]; àrab: بجاية, Bijāya) és una ciutat de situada al golf de Bugia, i és la capital de la província de Bugia, al nord d'Algèria. Està a 175 km d'Alger.

## Dades de la ciutat
Bugia és la ciutat més gran de la Cabília després de Tizi Ouzou, i una de les més grans on es parla la llengua cabilenca. Durant l'època colonial va ser coneguda amb noms europeus com Bugia, en català, castellà i italià; Bougie /bu'ʒi/, en francès, o Budschaja, en alemany.
La població era de 147.076 habitants segons el cens de 1998 i de 187.076 el 2005; la província té una població superior als 900.000 habitants.
La ciutat està al peu de la muntanya Djabal Gouraya, que sembla una dona dormint; proper també hi ha el puig de les Mones, i la platja de les Aiguades (conserva aquest nom català), tots tres dins el parc nacional de Gouraya. Per la ciutat corre el riu Soummam.

## Història
La prehistòria ha deixat en aquesta zona alguns jaciments iberomaurusians d'entre 200.000 i 10.000 anys d'antiguitat. S'hi han trobat eines i restes humanes de l'humà de Mechta-Afalou, així com restes d'hàbitats i manifestacions artístiques.
Fou un assentament fenici, com sembla indicar una sepultura de cronologia incerta, però que sembla anterior a Cartago. En època històrica, portava el nom de Saldae i fou un port utilitzat pels cartaginesos i després pels romans. August hi va fundar el 26 aC la colònia Julia Augusta Saldensium Septimana Immunis, on es van establir els veterans de la Legio VII Augusta; el territori estava al límit del Regne de Juba II. El 42 dC, Mauritània va esdevenir província i la colònia fou revitalitzada en temps de Vespasià. Un aqüeducte que venia des de 16 km lluny assegurava l'aigua a la ciutat. Al final del segle ii, una inscripció l'anomena civitas splendidissima. Sota Dioclecià, va passar a la província de la Mauritània Sitifiense. Al segle iv era seu d'un bisbat.
Els vàndals s'hi van establir vers el 430 i, probablement, va patir algunes destruccions en aquest temps o més tard. Fou per un temps la capital del Regne Vàndal (1430-1439). El 484, hi apareix esmentat el bisbe Salditanus. El 534, els romans d'Orient van destruir el Regne Vàndal i van recuperar el territori; hi va haver algunes revoltes amazigues i potser fou llavors quan la ciutat va patir les destruccions que van fer que no jugués cap paper fins al segle xi. La tribu amaziga dels bidjaia li va donar el seu nom. Al-Bakri, al segle xi, l'esmenta com una simple estació per passar l'hivern dels andalusins.
A la segona meitat del segle xi, els zírides van trencar amb els fatimites i aquests, en revenja, van enviar a Ifríqiya els nòmades àrabs Banu Hilal (hilàlides) d'Egipte. Els nòmades van assolar els camps; van atacar les ciutats, que es van despoblar. El Regne dels hammadites o Banu Hammad que governava a Algèria central (1015-1152) es va aprofitar de la situació i va esdevenir un estat important. Però al cap d'un temps els nòmades àrabs també van arribar a la regió de la Kala dels Banu Hamad i aquests van decidir traslladar la seva capital a un lloc menys exposat, com havien fet els zírides (que de Kairuan s'havien desplaçat a Mahdia), i el 1067 l'emir Nasir va ocupar el territori dels amazics bidjaya i es va establir a la vila de Bidjaya, que va anomenar al-Nasiriyya (nom que no va arrelar); encara que residia a les dues viles, aquesta situació de semicapitalitat va afavorir el desenvolupament de Bugia; fou construït el castell de la Perla (Kasr al-Lulu). El fill de Nasir, Mansur (1090-1104), va abandonar definitivament la Kala per establir-se a Bugia i hi va construir una gran mesquita, jardins i els palaus d'Amimun (després fou suplantat per la tomba de Sidi Twati) i de l'Estel (Kasr al-Kawkab, després convertit en el fort de Barral); va portar l'aigua a la ciutat mitjançant un nou aqüeducte i va fer-hi altres obres públiques. Es diu que llavors estava dividida em 21 barris i tenia 72 mesquites i, encara que això sembla exagerat, devia haver esdevingut una gran ciutat.

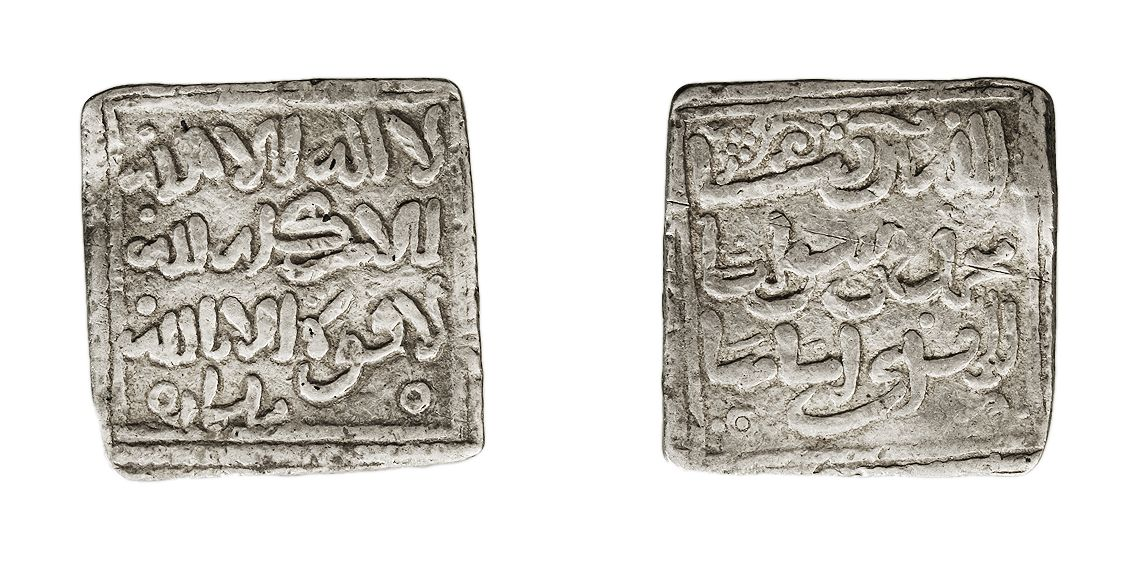
Dírham almohade encunyat a Bugia

El 1118 hi va estar un temps Ibn Tumart, fundador de la secta almohade, que es va escandalitzar per certs luxes dels habitants. També hi va estar un temps el gran místic andalusí Abu Madyan. El 1136, una expedició genovesa que atacava la ciutat fou rebutjada, però el 1152 va caure en mans dels almohades, que no van gaudir de gaire popularitat a la ciutat. Els Banu Ghaniya mallorquins la van escollir com a lloc per desembarcar, però després de servir de base no la van mantenir i va retornar als almohades.
Amb l'enfonsament almohade, va quedar dins els dominis dels hàfsides (1240). El comerç amb els estats de la Mediterrània com Barcelona, Mallorca, Pisa, Marsella, Gènova, i Venècia era molt intens (especialment amb Barcelona i Pisa). Barcelona hi tenia un cònsol testimoniat el 1259. L'exportació de cera era el principal article de la ciutat, fins al punt que a les candeles se'ls va dir bugies, del nom de la ciutat.
El 1284, va ser independent per primer cop sota una branca hàfsida. Un tractat comercial es va signar amb Mallorca el 1302 i amb Barcelona el 1309. Ramon Llull hi va anar a predicar el 1307 i fou empresonat durant sis mesos. Bugia es va reunificar amb la Ifríqiya hàfsida (Tunísia); en les lluites d'aquell temps, el 1352 va caure en mans dels marínides de Fes i això va desplaçar l'interès dels catalans i altres estats envers altres llocs, i esdevingué amb el temps un focus pirata.
A la meitat del segle xiv, Ibn Khaldun diu que els bugiotes es destacaven per fer la corsa. Aquesta situació es va allargar tot el segle xv i el 1510 el rei d'Aragó i de Castella, Ferran el Catòlic, hi va enviar Pedro Navarro per conquerir la ciutat. Els expedicionaris van desembarcar i la van ocupar i saquejar; va restar en poder de la corona d'Aragó fins al 1555. El 1512 i el 1514 Arudj la va atacar sense èxit. El 1541 fou visitada pel mateix emperador Carles V. En 45 anys de domini, el setge dels corsaris per mar, i dels amazics al rerepaís, va empobrir la ciutat. Assetjada per Salih Reis, el 1555, el governador Luis de Peralta es va rendir finalment. Per un temps, els xeics locals Amokkran van tenir un paper destacat al govern de la vila, però progressivament va decaure més i més, ja que els turcs no hi invertien res.
Quan els francesos dirigits pel general Trézel la van ocupar el 1833 era una petita ciutat de menys de dos mil habitants, molt pobra. A la vora de la ciutat, la resistència als francesos fou dirigida per Xerif Bubaghla; el 1870-1872, va esclatar una revolta dirigida per al-Mokrani, conegut com a xeic Mouhand Ayt Mokran Bachagha, de la Medjana, que, aliat al xeic Ahaddad, va proclamar la guerra santa a tota la Cabília. També a la zona van operar els anomenats bandits honorables, Arezki Oulbachir i Hand Oumerri, anomenats també els amics dels oprimits.
El 8 de maig de 1945 es va produir les anomenades massacres de Kherrata. La Guerra d'Independència va esclatar l'1 de novembre de 1954; a Ifri, a la regió de Bidjaya, es va fer el congrés del Soummam, proposat per Ramdane Abane, que fou molt important per al desenvolupament de la lluita armada i la lluita política.

## Economia

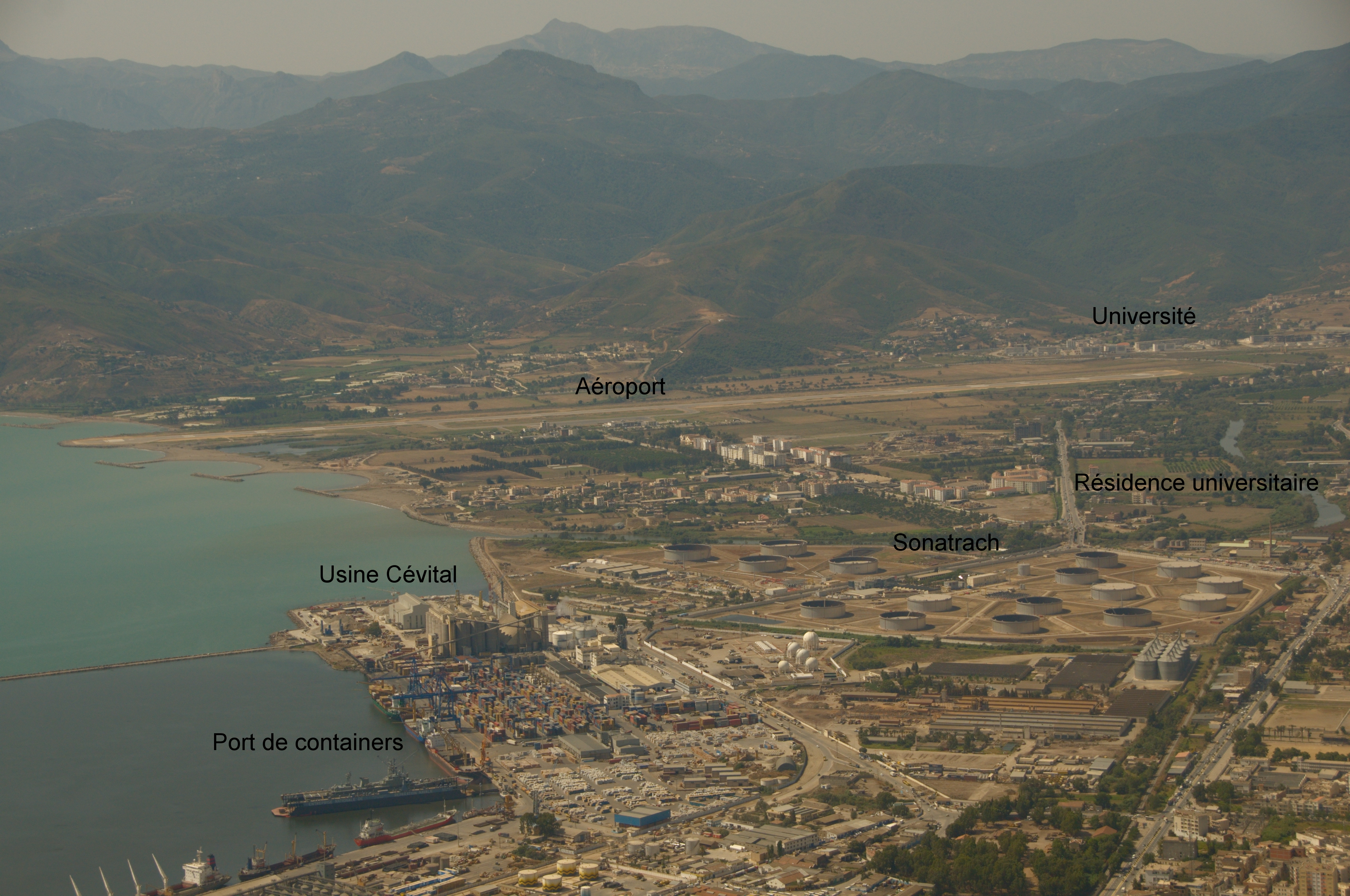
Indústries i aeroport

És terminal de l'oleoducte Hassi Messaoud, que ve del Sàhara; és el principal port petrolier de la Mediterrània occidental; les exportacions són de petroli, ferro, fosfats, vi, figues, prunes, tèxtils i suro.

## Agermanaments
Bugia està agermanada amb Brest:
- Brest, França (1995)